# Peritta melichlora
Peritta melichlora är en tvåvingeart som beskrevs av Becker 1906. Peritta melichlora ingår i släktet Peritta och familjen vapenflugor.
Artens utbredningsområde är Algeriet. Inga underarter finns listade i Catalogue of Life.